# Коїмбрське графство
40°12′05″ пн. ш. 8°24′28″ зх. д. / 40.201272° пн. ш. 8.407739° зх. д.
Кої́мбрське гра́фство (лат. Comitatus Coimbrae; порт. Condado de Coimbra) — християнське графство на Піренейському півострові, з центром у місті Коїмбра (сучасна Центральна Португалія). 
Перше графство було створене 708 року вестготським королем Вітіцою у складі Вестготського королівства й знищене 714 року в ході мусульманського завоювання Іберії. 878 року християни повернули Коїмбру і відновили графство у складі Астурійського королівства (майбутнього Леонського королівства) для захисту його південних рубежів. До графства входили території Візеу, Ламегу і Фейри. 987 року мусульмани вдруге захопили Коїмбру й утримували до 1064 року, коли місто звільнили кастильсько-леонські війська Фернандо І. Останній заснував на звільнених землях третє Коїмбрське графство. Воно проіснувало до 1093 року й було інкорпоровано до Португальського графства. Також — графство Коїмбра, графство Емініо.